# Observatoire astronomique Dainik
L'observatoire astronomique Dainik est un observatoire basé à Kyoto, au Japon. L'observatoire a été construit par la société Dynic Corporation (en). 
L'établissement est connu pour ses découvertes de comètes et d'astéroïdes.